# キース・バーゲルト
キース・ダニエル・バーゲルト（Keith Daniel Bergelt、1958年9月11日生まれ）はアメリカ合衆国の企業経営者である。彼はかつてアメリカ合衆国の外交官を務めていた経歴も持つ。彼は知的財産権のコンサルティングとファイナンスの草分け的存在である。現在Open Invention Network（OIN）のCEOを務める。OINはLinuxの特許的飛行禁止空域（Linuxに対する特許係争をできる限り軽減すること）の確立と維持を調整する責任を持つ企業である。事務管理部門（バックオフィス）間取引処理、ミッション・クリティカルITアプリケーション、モバイル・コミュニケーションやスマートフォンそしてデスクトップ・コンピューティングのようなキーテクノロジー市場においてオープンかつ競争的な視点を擁護することが彼自身の責務である。

## 若年期
バーゲルトはニューヨークに生まれ、州内のロングアイランド、ノースショアにあるベイビル・ヴィレッジにて育った。彼はシークリフのセント・ボニファス・マーチャー・スクール（St. Boniface Martyr School）、ならびにローカスト・バレー・ハイ・スクール（Locust Valley High School）を卒業した。ハイ・スクール時代には、のちのスイス・ジュネーヴにある国連人権理事会のアメリカ合衆国代表、アイリーン・チェンバレン・ドナフー（Eileen Chamberlain Donahoe）とクラスメートだったこともある。

## 学歴
バーゲルトはデューク大学・トリニティ・カレッジ・オブ・アーツ・アンド・サイエンスにて学士号（AB）、南メソジスト大学・デドマン・スクール・オブ・ローにてジュリス・ドクター、EDHEC経営大学院（Theseus International Management Institute）にてMBAの学位をそれぞれ授与されている。加えて、INSEAD、フランスのInstitut National des Telecommunications（INT）にて経営管理論を、またサンフランシスコ大学・マクラーレン経営大学院（University of San Francisco's McLaren Graduate School of Business）にて経済学、ならびに技術政策学に関する研究を行っている。

## 1982年から2000年
ロー・スクール卒業後、彼はニューヨーク州にて国際公務員として採用され、国連の外交部門に着任し、のちにはアジアにおける知的財産権保護に関する業務のため、東京のアメリカ大使館にて勤務した経験もある。彼は12年間にも渡り国連職員として勤務し、その間カリフォルニア州・サンフランシスコとワシントンD.C.に住んでいた。彼は1990年代前半、東京のアメリカ大使館にて勤務していた際、2009年から財務長官を務めるティム・ガイトナーとも一緒に働いた経験があり、彼らはテニスのパートナーでもあった。
ソビエト連邦の崩壊の序曲となったベルリンの壁崩落ののち、バーゲルトは政府職員を辞め、民間セクターの職歴を刻み始めた。彼はカリフォルニア州メンローパークにあるSRI ConsultingのC-levelキャリアとして、イノベーションに特化した戦略コンサルティングに従事するようになる。SRI Consulting在籍時、彼は大手の戦略コンサルティングファームと共に知的財産権管理分野における初の戦略コンサルティング事業を立ち上げた。この事業により、顧客となった企業は特許、商標、著作権など法的な保護を受ける知的財産権や知識、ノウハウなどの非法的知的財産双方を、単なる無形固定資産から利益を生み出すのに適した固有のかたちでライセンス、合弁事業化、贈与、放棄、スピンアウト・スピンアップ・スピンインの作成を行い、それらの資産価値をより効率的に構築、管理、運用できるような企業戦略を立ち上げることができた。

## 2000年から現在
のちに、バーゲルトはイリノイ州・シャンバーグのモトローラ・コーポレーションに招かれた。彼が招聘された理由は、モトローラの知的財産権を集約することに特化した"Strategic Intellectual Asset Management"ビジネス・ユニットを設置することであった。彼はそのゼネラル・マネージャに就任した。加えて彼はモトローラ在籍中に"Director of Technology Strategy"も任されている。
彼がモトローラで経験を積んだ後、ボブ・ガルヴィンがモトローラの理事を退任したのに合わせ、彼はKelso & Companyというニューヨークに拠点を持つプライベート・エクイティ・ファームに採用された。彼は同社にて、イギリス・ケンブリッジにあり高イノベーティブな知的財産ポートフォリオを基盤にもつ企業Cambridge Display Technology（CDT）向けに知的財産戦略、事業開発、そしてライセンス事業を手がけた。
KelsoにてCDTでの戦略的プログラム並びにライセンス・プログラムを確立したのち、バーゲルトはテキサス・パシフィック・グループ（TPG）に採用され、同社の"Technology Investment Group"のアドバイザーをフルタイムで務めた。その後は、彼はPrincipal Financial Groupに採用され、知的財産またそれに類する資産を扱うファンド並びに金融サービスに対し相談を行う会社を初めて設立し、その運営を任された。このアドバイザリー・ファームは知的財産を利用価値のある担保源や、有形固定資産（property/plant/equipment）、売掛金（accounts receivable）、棚卸資産（inventory）を担保とする動産担保融資（asset-based lending, ABL）の補完的役割を担うとされる第四の融資垂直市場向けの担保に転換する事業を集中的に行っていた。
彼がParadox CapitalのCEOを務めていた間、彼は融資業務や知的財産法に詳しい専門家の集団と協業した。その目的は、ParadoxをABLの成長著しい資産配分（asset class,アセットクラス）として知的財産権分野における先駆者に押し上げるのに十分な資金を調達すること（その額3億5千万ドル）と、その結果、知的財産が豊富な企業に第二次抵当融資を行う必要性をなくすことであった。
その後バーゲルトはIBM、レッドハット、ソニー、NEC、フィリップス、ノベルからなる企業コンソーシアム、Open Invention Network（OIN）のCEOとして採用された。OINはLinuxを利用することの自由や、オープンソースプロジェクトにより生まれる「民主的」イノベーションのサポートを実現するため、特許の競争的・防衛的管理を専門に扱う目的で設立された団体である。バーゲルトは2008年から同職に就いている。彼はLinuxのエコシステムを保全する責務を負っている。彼は度々マイクロソフトの姿勢を非難しており、例に挙げると、マイクロソフトがLinuxに関連する22件の特許をパテント・トロールに売却しようとしたことについて次のように述べていた。
マイクロソフトから昨年来18ヶ月に渡って発表され続けているメッセージは、彼らのオープンソース・フォーラムにおける存在感や同社最高技術オープンソース戦略担当（当時）のサム・ラムジー（Sam Ramji）のおかけで、その多くの努力や彼らの行為は誇張というほどではなかったことがわかった。しかし特許に関する事柄やLinuxをターゲットとする戦略は、故意か偶然か、挑発的である。そして、そのことで彼らがコミュニティ内でより良く振る舞う方法やまとめる方法を考え出したすべての事が無に帰することになるのは不幸である。またこのことは、LinuxユーザーとLinuxを利用するユーザーの権利支援というコミュニティの決意をより固める結果になる。TomTomが「特許」その他の問題を抱えているか否かに関わらず、これはまた別々の行動である。この行動は、Linuxをターゲットとする特許に巻き込むことで、ただマイクロソフトをより一層マイクロソフトたらしめるものであり、一体いつになったらオープンソースコミュニティによって受け入れられるようになるのか、ということを強調するものになる。—キース・バーゲルト、
Allied Security Trustはそれら特許を買い取り、OINに売却した。また本件については、2008年のLinuxWorld Conference & Expoの会場にてLinux.comウェブサイトのインタビューを受けている。